# Euplectes
Euplectes é um género de aves passeriformes da família Ploceidae, onde se classificam 17 espécies africanas e eurasiáticas de cardeais-tecelão (ou bispos) e viúvas (que não devem ser confundidas com as viúvas do género Vidua).
As espécies de Euplectes apresentam dimorfismo sexual muito significativo. Os machos são coloridos, com plumagem em combinações de preto, vermelho, amarelo e branco. As fêmeas são menores e têm cores baças e acastanhadas. As espécies de viúva caracterizam-se pela cauda longa, presente apenas nos machos durante a época de reprodução.
São aves gregárias, que vivem em grandes bandos durante o ano todo. Na época de reprodução o número de fêmeas é bastante maior que o dos machos, uma vez que estas espécies têm hábitos poligínicos e territoriais, isto é, um macho acasala com diversas fêmeas e defende o seu harém com agressividade.
Os cardeais-tecelão e viúvas habitam zonas de savana, mato, pântanos e áreas cultivadas, onde se alimentam à base de sementes.

## Espécies
- Cardeal-tecelão-amarelo, ou bispo-de-coroa-amarela, Euplectes afer
- Euplectes diadematus
- Euplectes gierowii
- Cardeal-tecelão-de-coroa-vermelha, ou bispo-de-asa-negra, Euplectes hordeaceus
- Bispo-laranja, Euplectes franciscanus
- Cardeal-tecelão-vermelho, Euplectes orix
- Euplectes nigroventris
- Euplectes aureus
- Cardeal-tecelão-de-rabadilha-amarela, Euplectes capensis
- Viúva-de-espáduas-vermelhas, Euplectes axillaris
- Viúva-de-manto-amarelo, Euplectes macrourus
- Viúva-de-asa-branca, Euplectes albonotatus
- Viúva-de-colar-vermelho, ou viúva-negra, Euplectes ardens
- Euplectes hartlaubi
- Viúva-da-espádua-amarela, Euplectes psammocromius
- Viúva-rabilonga, Euplectes progne
- Euplectes jacksoni